# Olympische Sommerspiele 1976/Teilnehmer (Schweden)
| Gelbes Symbol für Goldmedaillen mit stilisierten Olympischen Ringen | Graues Symbol für Silbermedaillen mit stilisierten Olympischen Ringen | Braundes Symbol für Bronzemedaillen mit stilisierten Olympischen Ringen |
| ------------------------------------------------------------------- | --------------------------------------------------------------------- | ----------------------------------------------------------------------- |
| 4                                                                   | 1                                                                     | —                                                                       |

Schweden nahm an den Olympischen Sommerspielen 1976 in Montreal mit einer Delegation von 116 Athleten (99 Männer und 17 Frauen) an 90 Wettkämpfen in 16 Sportarten teil.
Die schwedischen Sportler gewannen vier Goldmedaillen und eine Silbermedaille, womit Schweden den zwölften Platz im Medaillenspiegel belegte. Olympiasieger wurden der Leichtathlet Anders Gärderud über 3000 Meter Hindernis, der Radsportler Bernt Johansson im Straßenrennen, die Fechter Hans Jacobson, Carl von Essen, Rolf Edling, Göran Flodström und Leif Högström im Mannschaftswettbewerb mit dem Degen sowie die Segler John Albrechtson und Ingvar Hansson im Tempest. Die Silbermedaille sicherte sich die Wasserspringerin Ulrika Knape vom 10-Meter-Turm. Fahnenträger bei der Eröffnungsfeier war der Ringer Jan Karlsson.

## Teilnehmer nach Sportarten

### Bogenschießen
Männer
- Rolf Svensson
Einzel: 11. Platz

- Gunnar Jervill
Einzel: 14. Platz

Frauen
- Anna-Lisa Berglund
Einzel: 11. Platz

- Lena Sjöholm
Einzel: 13. Platz

### Boxen
- Ove Lundby
Leichtgewicht: im Viertelfinale ausgeschieden

- Ulf Carlsson
Halbweltergewicht: in der 1. Runde ausgeschieden

- Leo Vainonen
Halbmittelgewicht: im Achtelfinale ausgeschieden

### Fechten
Männer
- Göran Malkar
Florett: 52. Platz

- Rolf Edling
Degen: 6. Platz
Degen Mannschaft: Gold

- Göran Flodström
Degen: 7. Platz
Degen Mannschaft: Gold

- Hans Jacobson
Degen: 9. Platz
Degen Mannschaft: Gold

- Carl von Essen
Degen Mannschaft: Gold

- Leif Högström
Degen Mannschaft: Gold

Frauen
- Kerstin Palm
Florett: 9. Platz

### Gewichtheben
- Arne Norrback
Fliegengewicht: ohne gültigen Versuch

- Stefan Jacobsson
Halbschwergewicht: 6. Platz

- Leif Nilsson
Schwergewicht: 7. Platz

- Lennart Dahlgren
Schwergewicht: 11. Platz

- Jan-Olof Nolsjö
Superschwergewicht: 8. Platz

### Judo
- Johan Schåltz
Schwergewicht: 10. Platz
Offene Klasse: 11. Platz

### Kanu
Männer
- Berndt Andersson
Einer-Kajak 1000 m: 6. Platz

- Anders Andersson
Zweier-Kajak 500 m: 7. Platz
Zweier-Kajak 1000 m: im Halbfinale ausgeschieden

- Lars Andersson
Zweier-Kajak 500 m: 7. Platz
Zweier-Kajak 1000 m: im Halbfinale ausgeschieden

- Anders Larsson
Vierer-Kajak 1000 m: im Halbfinale ausgeschieden

- Kjell Hasselqvist
Vierer-Kajak 1000 m: im Halbfinale ausgeschieden

- Håkan Mattsson
Vierer-Kajak 1000 m: im Halbfinale ausgeschieden

- Sakari Peltonen
Vierer-Kajak 1000 m: im Halbfinale ausgeschieden

- Göran Backlund
Einer-Canadier 500 m: im Halbfinale ausgeschieden
Einer-Canadier 1000 m: im Halbfinale ausgeschieden

- Bernt Lindelöf
Zweier-Canadier 500 m: im Halbfinale ausgeschieden
Zweier-Canadier 1000 m: 9. Platz

- Eric Zeidlitz
Zweier-Canadier 500 m: im Halbfinale ausgeschieden
Zweier-Canadier 1000 m: 9. Platz

Frauen
- Marita Skogh
Einer-Kajak 500 m: im Viertelfinale ausgeschieden

### Leichtathletik
Männer
- Christer Garpenborg
100 m: im Viertelfinale ausgeschieden

- Thorsten Johansson
200 m: im Viertelfinale ausgeschieden

- Åke Svenson
800 m: im Vorlauf ausgeschieden
1500 m: im Vorlauf ausgeschieden

- Ulf Högberg
1500 m: im Vorlauf ausgeschieden

- Göran Bengtsson
Marathon: 14. Platz

- Anders Gärderud
3000 m Hindernis: Gold

- Dan Glans
3000 m Hindernis: 7. Platz

- Bengt Simonsen
20 km Gehen: 26. Platz

- Rune Almén
Hochsprung: 10. Platz

- Kjell Isaksson
Stabhochsprung: ohne gültige Höhe im Finale

- Ingemar Jernberg
Stabhochsprung: ohne gültige Höhe in der Qualifikation

- Hans Höglund
Kugelstoßen: 8. Platz

- Hans Almström
Kugelstoßen: 17. Platz

- Ricky Bruch
Diskuswurf: 20. Platz

- Raimo Pihl
Zehnkampf: 4. Platz

- Lennart Hedmark
Zehnkampf: 8. Platz

- Runald Beckman
Zehnkampf: 20. Platz

Frauen
- Linda Haglund
100 m: im Halbfinale ausgeschieden

- Annette Tånnander
Hochsprung: 7. Platz

### Moderner Fünfkampf
- Hans Lager
Einzel: 20. Platz
Mannschaft: 8. Platz

- Bengt Lager
Einzel: 24. Platz
Mannschaft: 8. Platz

- Gunnar Jacobson
Einzel: 32. Platz
Mannschaft: 8. Platz

### Radsport
- Bernt Johansson
Straßenrennen: Gold 
Mannschaftszeitfahren: 7. Platz

- Sven-Åke Nilsson
Straßenrennen: 29. Platz
Mannschaftszeitfahren: 7. Platz

- Leif Hansson
Straßenrennen: Rennen nicht beendet

- Alf Segersäll
Straßenrennen: Rennen nicht beendet

- Tord Filipsson
Mannschaftszeitfahren: 7. Platz

- Tommy Prim
Mannschaftszeitfahren: 7. Platz

### Reiten
- Jan-Olof Wannius
Springreiten: 30. Platz

### Ringen
- Per Lindholm
Bantamgewicht, griechisch-römisch: in der 3. Runde ausgeschieden

- Las Malmkvist
Federgewicht, griechisch-römisch: in der 3. Runde ausgeschieden

- Lars-Erik Skiöld
Leichtgewicht, griechisch-römisch: 4. Platz

- Jan Karlsson
Weltergewicht, griechisch-römisch: 7. Platz
Weltergewicht, Freistil: in der 3. Runde ausschieden

- Leif Andersson
Mittelgewicht, griechisch-römisch: 4. Platz

- Frank Andersson
Halbschwergewicht, griechisch-römisch: 5. Platz
Halbschwergewicht, Freistil: 7. Platz

- Arne Robertsson
Superschwergewicht, griechisch-römisch: in der 2. Runde ausgeschieden

- Lennart Lundell
Leichtgewicht, Freistil: in der 3. Runde ausschieden

### Rudern
Männer
- Hans Svensson
Einer: 9. Platz

- Jean-Henrik Martell
Doppel-Zweier: 11. Platz

- Lennart Bälter
Doppel-Zweier: 11. Platz

### Schießen
- Curt Andersson
Schnellfeuerpistole 25 m: 20. Platz

- Ove Gunnarsson
Schnellfeuerpistole 25 m: 20. Platz

- Ragnar Skanåker
Freie Pistole 50 m: 5. Platz

- Kjell Jacobsson
Freie Pistole 50 m: 14. Platz

- Sven Johansson
Kleinkalibergewehr Dreistellungskampf 50 m: 5. Platz
Kleinkalibergewehr liegend 50 m: 31. Platz

- Stefan Thynell
Kleinkalibergewehr Dreistellungskampf 50 m: 18. Platz
Kleinkalibergewehr liegend 50 m: 47. Platz

- Karl-Axel Karlsson
Laufende Scheibe 50 m: 7. Platz

- Gunnar Svensson
Laufende Scheibe 50 m: 11. Platz

- Johnny Påhlsson
Trap: 10. Platz

- Anders Carlsson
Skeet: 14. Platz

- Åke Call
Skeet: 30. Platz

### Schwimmen
Männer
- Svante Rasmuson
100 m Freistil: im Halbfinale ausgeschieden

- Dan Larsson
100 m Freistil: im Vorlauf ausgeschieden
4-mal-100-Meter-Lagen-Staffel: im Vorlauf ausgeschieden

- Bengt Ginsjö
200 m Freistil: im Vorlauf ausgeschieden
400 m Freistil: im Vorlauf ausgeschieden
4-mal-200-Meter-Freistil-Staffel: im Vorlauf ausgeschieden
4-mal-100-Meter-Lagen-Staffel: im Vorlauf ausgeschieden

- Peter Pettersson
200 m Freistil: im Vorlauf ausgeschieden
400 m Freistil: im Vorlauf ausgeschieden
4-mal-200-Meter-Freistil-Staffel: im Vorlauf ausgeschieden

- Anders Bellbring
200 m Freistil: im Vorlauf ausgeschieden
200 m Schmetterling: im Vorlauf ausgeschieden
4-mal-200-Meter-Freistil-Staffel: im Vorlauf ausgeschieden

- Bengt Jönsson
400 m Freistil: im Vorlauf ausgeschieden

- Pär Arvidsson
100 m Schmetterling: im Halbfinale ausgeschieden
200 m Schmetterling: im Vorlauf ausgeschieden
4-mal-200-Meter-Freistil-Staffel: im Vorlauf ausgeschieden

- Mikael Brandén
100 m Rücken: im Vorlauf ausgeschieden
4-mal-100-Meter-Lagen-Staffel: im Vorlauf ausgeschieden

- Leif Ericsson
200 m Rücken: im Vorlauf ausgeschieden

- Anders Norling
100 m Brust: im Vorlauf ausgeschieden
200 m Brust: im Vorlauf ausgeschieden
4-mal-100-Meter-Lagen-Staffel: im Vorlauf ausgeschieden

Frauen
- Pia Mårtensson
100 m Freistil: im Vorlauf ausgeschieden
200 m Freistil: im Vorlauf ausgeschieden
4-mal-100-Meter-Freistil-Staffel: 7. Platz

- Ida Hansson
100 m Freistil: im Vorlauf ausgeschieden
4-mal-100-Meter-Freistil-Staffel: 7. Platz

- Diana Olsson
100 m Freistil: im Vorlauf ausgeschieden
4-mal-100-Meter-Freistil-Staffel: 7. Platz

- Gunilla Lundberg
200 m Freistil: im Vorlauf ausgeschieden
100 m Rücken: im Vorlauf ausgeschieden
4-mal-100-Meter-Freistil-Staffel: 7. Platz
4-mal-100-Meter-Lagen-Staffel: im Vorlauf ausgeschieden

- Ylva Persson
4-mal-100-Meter-Freistil-Staffel: 7. Platz
4-mal-100-Meter-Lagen-Staffel: im Vorlauf ausgeschieden

- Anette Fredriksson
100 m Brust: im Vorlauf ausgeschieden
200 m Brust: im Vorlauf ausgeschieden
4-mal-100-Meter-Lagen-Staffel: im Vorlauf ausgeschieden

- Ann-Sofi Roos
100 m Brust: im Vorlauf ausgeschieden
200 m Brust: im Vorlauf ausgeschieden

- Gunilla Andersson
100 m Schmetterling: im Vorlauf ausgeschieden
200 m Schmetterling: im Vorlauf ausgeschieden
4-mal-100-Meter-Lagen-Staffel: im Vorlauf ausgeschieden

### Segeln
- Kent Carlsson
Finn-Dinghy: 5. Platz

- Olle Johansson
470er: 20. Platz

- Lars Johansson
470er: 20. Platz

- Stefan Sjöström
Flying Dutchman: 10. Platz

- Reine Andersson
Flying Dutchman: 10. Platz

- Ingvar Hansson
Tempest: Gold

- John Albrechtson
Tempest: Gold

- Peter Kolni
Tornado: 5. Platz

- Jörgen Kolni
Tornado: 5. Platz

- Sven-Bertil Johansson
Tornado: 5. Platz

- Stefan Sundelin
Soling: 9. Platz

- Peter Sundelin
Soling: 9. Platz

- Jörgen Sundelin
Soling: 9. Platz

### Wasserspringen
Frauen
- Ulrika Knape
3 m Kunstspringen: 11. Platz
10 m Turmspringen: Silber

- Agneta Henrikson
3 m Kunstspringen: 12. Platz

- Susanne Wetteskog
3 m Kunstspringen: 20. Platz
10 m Turmspringen: 23. Platz